# Алмину-Афонсу (Риу-Гранди-ду-Норти)
Алмину-Афонсу (порт. Almino Afonso)  —  муниципалитет в Бразилии, входит в штат Риу-Гранди-ду-Норти. Составная часть мезорегиона Запад штата Риу-Гранди-ду-Норти. Входит в экономико-статистический микрорегион Умаризал. Население составляет 4823 человека на 2006 год. Занимает площадь 128,029 км². Плотность населения — 37,7 чел./км².
Праздник города — 24 ноября.

## История
Город основан в 1953 году.

## Статистика
- Валовой внутренний продукт на 2003 год составляет 11 764 749,00 реалов (данные: Бразильский институт географии и статистики).
- Валовой внутренний продукт на душу населения на 2003 год составляет 2355,78 реалов (данные: Бразильский институт географии и статистики).
- Индекс развития человеческого потенциала на 2000 год составляет 0,640 (данные: Программа развития ООН).